# 今日のあすかショー
『今日のあすかショー』（きょうのあすかショー）は、モリタイシによる日本の漫画作品。『月刊!スピリッツ』（小学館）にて2009年10月号から2013年9月号まで連載された。単行本は全4巻。話数表記は「○幕め」。
作者の第5作目の漫画作品。少々天然な女子中学生を主人公に、日常を描いていくショートストーリー作品。1回の掲載当たり基本9ページでの構成となっている。基本的に1話完結だが、たまに続き話が入ることがある。劇中では主人公のお色気シーンが多く盛り込まれる。

## 登場人物
京野あすか（きょうのあすか）
声 - 能登有沙
本作品の主人公。中学3年生。金髪に近い暖色系のロングヘアーからなる、かわいらしい外見と天然ボケで好奇心の強い性格。非常に変わった感性で周りの人を惑わす行動をしてかき回す。アイスをほおばるのを恥ずかしがっていたり、公園でイチャイチャしているカップルをじっと観察していたりと、お父さんの職業の影響もあるのかえっちなことに関する知識や興味もあるようである。
お父さん
声 - 藤原啓治
あすかの父。職業はカメラマン。女の子の恥ずかしいポーズやすごいポーズを撮っているとの描写があることからアダルト系のカメラマンと考えられる。職業柄か娘にはそういった方向の道に進んでほしくないと考えているようで厳しくしつけようとしているようだが、あすかの突拍子の無い行動を見る限りあまり成功していないようである。
お母さん
あすかの母。故人。生前は夫から気遣われていたほどの病弱であり、体調の良い日に幼いあすかを連れて出かけた途中で急に体調を崩して倒れ、間もなく亡くなった。
沢田麻央
声 - 古川かおり
あすかのことが大好きな後輩。
他のキャスト
声 - 中嶋ヒロ、小野友樹、原紗友里（基本的に1回分に登場するモブキャラクターのすべてを担当する）

## 書誌情報
- モリタイシ 『今日のあすかショー』 小学館〈ビッグコミックススペシャル〉、全4巻
  1. 2010年8月12日発売[4]、ISBN 978-4-09-183459-1
  2. 2011年9月30日発売[5]、ISBN 978-4-09-184109-4
  3. 2012年9月28日発売 ISBN 978-4-09-184717-1
    - プラスアン・コミックス ISBN 978-4-09-159127-2

  4. 2013年9月30日発売 ISBN 978-4-09-185490-2

## アニメ
『月刊!スピリッツ』2012年8月号にてアニメ化が発表された。
2012年8月3日よりスマートフォン向け動画サービス『ビデオマーケット』で配信のアニメ。第1話は無料で第2話以降は有料配信。アプリ×動画配信連動系アニメと銘打ちアニメ内の合言葉を無料配信アプリに入力できる。
2012年9月28日発売のコミック第3巻DVD付限定版には第1話から第5話までを収録。また2013年3月20日から7月31日までアニメシアターXにて放送された。（「合言葉」の部分は未放送。）
2014年3月26日にワーナー・ホーム・ビデオよりBlu-ray Disc（全2巻）が発売。

### スタッフ
- 原作 - モリタイシ
- 監督・キャラクターデザイン・総作画監督 - 工藤昌史
- シリーズディレクター・絵コンテ・演出 - 神保昌登
- 作画監督 - 木下ゆうき、佐藤浩一、氏家嘉弘、坂本隆
- 色彩設計 - 岡亮子
- 美術監督 - 氣賀澤佐知子
- 撮影監督 - 浅野宏彰
- 編集 - 坪根健太郎
- フォーマット編集 - 木村勝宏
- 音響監督 - 渡辺淳
- 録音調整 - 内田直継
- 音響効果 - 岩谷弘穀
- 音響制作 - HALF H・P STUDIO
- 音楽 - 菊谷知樹
- 音楽制作 - ランティス
- アニメーション制作 - SILVER LINK.
- 製作 - 今日のあすかショー製作委員会

### 主題歌
エンディングテーマ「ほぼ健全少女宣言」
作詞 - 畑亜貴 / 作曲・編曲 - 若林充 / 歌 - 京野あすか（能登有沙）

### 各話リスト
| 話数   | サブタイトル     | 配信日        |
| ------ | ---------------- | ------------- |
| 第1話  | パンツ           | 2012年 8月3日 |
| 第2話  | 水着             | 8月27日       |
| 第3話  | アイスキャンデー | 9月7日        |
| 第4話  | 善行             | 9月14日       |
| 第5話  | 告白             | 9月21日       |
| 第6話  | 起床             | 9月28日       |
| 第7話  | 花粉症           | 10月5日       |
| 第8話  | 傘               | 10月12日      |
| 第9話  | アルバイト       | 10月19日      |
| 第10話 | ガチャガチャ     | 10月26日      |
| 第11話 | 混浴             | 11月2日       |
| 第12話 | 勉強             | 11月9日       |
| 第13話 | Iカップ          | 11月16日      |
| 第14話 | 汗               | 11月23日      |
| 第15話 | 遅刻             | 11月30日      |
| 第16話 | 銭湯             | 12月7日       |
| 第17話 | 節分             | 12月14日      |
| 第18話 | タックン         | 12月21日      |
| 第19話 | スカウト         | 12月28日      |
| 第20話 | 公園             | 2013年 1月5日 |